# Tvärminne zoologiska station
Ej att med förväxla med Hangö fågelstation
Tvärminne zoologiska station (finska: Tvärminnen eläintieteellinen asema) är en finländsk havsforskningsstation på sydöstra Hangö udd, som drivs av Fakulteten för bio- och miljövetenskap vid Helsingfors universitet.
Forskningsstationen äger forskningsfartyget R/V Augusta, en 18 meter lång katamaran.
Till stationen hör 140 hektar land, inklusive många öar, och 460 hektar vattenområden. Intill finns också flera mindre naturskyddsområden samt Ekenäs skärgårds nationalpark. Ett Natura 2000-område på 520 km² innefattar stationen och de omgivande havsområdena.
Mot slutet av 1960-talet byggdes stationen ut med ett antal byggnader i tegel med en sammanlagd yta på  6.000 m², och drivs sedan dess året om.

## Historik
Den zoologiska stationen i Tvärminne grundades 1902 av Johan Axel Palmén, som var professor i zoologi vid Helsingfors universitet. Han köpte 1901 Palmén han huvuddelen av den blivande forskningsstationens mark av Edvard och Olga af Hällström på gården Norrgård i byn Tvärminne. År 1902 gjorde han fler markaffärer och köpte 1904 ett antal öar. Sammanlagt köpte Palmén 100,5 hektar mark, varav huvuddelen var öarna utanför Tvärminne. Han fick också en laglig del av byns odelade vattenområden. Palmén betalade markaffärerna och hela byggverksamheten med egna pengar. 
Palmén renoverade bostaden från Krogaruddens gamla gård. Åren 1903–1904 byggdes ett tvåvåningslaboratorium intill gården, som senare fick namnet Palmeniana och fortfarande är i bruk. Palmén testamenterade 1919 Tvärminnes zoologiska status till Helsingfors universitet.